# Zhou Xun

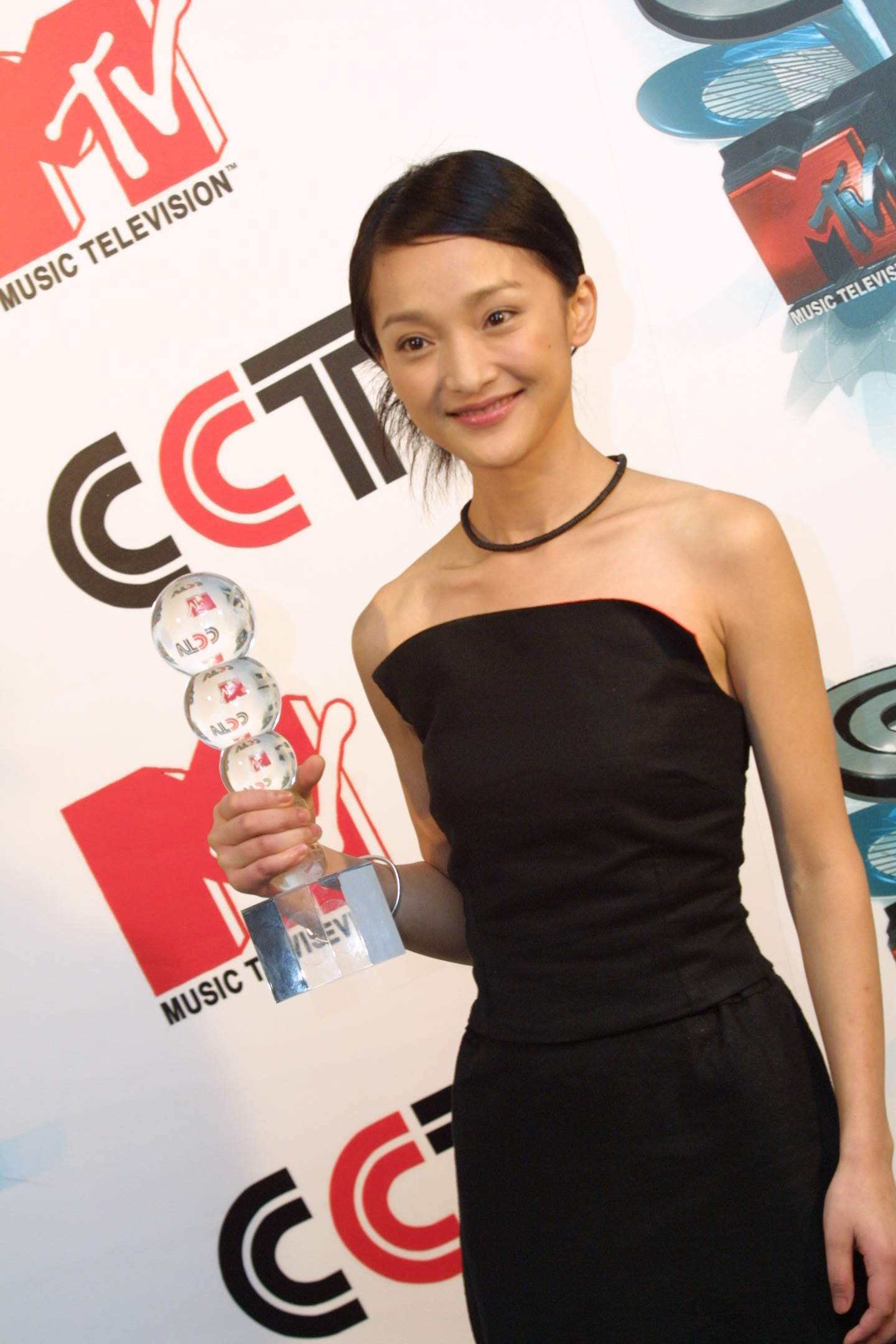
Zhou Xun

Zhou Xun (chinesisch 周迅, Pinyin Zhōu Xùn; * 18. Oktober 1974 in Quzhou, Zhejiang, Volksrepublik China) ist eine chinesische Schauspielerin und Sängerin.

## Leben
Zhou wurde am 18. Oktober 1974 in Quzhou geboren. Ihr Vater, Zhōu Tiānníng, war ein Filmvorführer und ihre Mutter, Chén Yǐqín, arbeitete in einem Kaufhaus. Später besuchte Zhou das Zhejiang Arts Institute, wodurch ihr Interesse für Schauspielkunst gefestigt wurde.
Neben ihrer Schauspielkarriere steuerte Zhou Lieder zu den Soundtracks einiger Filme bei und veröffentlichte zwei Studioalben.
2010 wurde ihr der Champions of Earth Award verliehen.

### Schauspielkarriere
Zhou erhielt für ihre Rollen in Suzhou River (2000) und Balzac und die kleine chinesische Schneiderin (2002) internationale Aufmerksamkeit und gewann auf dem 15. Pariser Filmfestival den Preis für die Beste Schauspielerin.
2005 spielte Zhou erstmals in einer Hongkong-Produktion mit, in Peter Chans Perhaps Love. Für ihre Leistung erhielt sie viele Preise, u. a. den Hong Kong Film Award. Im Jahr 2012 spielte sie unter der Regie von Tom Tykwer und den Wachowski-Geschwistern in der deutsch-amerikanischen Literaturverfilmung Cloud Atlas die Rolle der Yoona~939.

## Filmografie (Auswahl)

### Filme
- 1991: Old Grave
- 1994: Nü’er Hong
- 1995: Temptress Moon
- 1995: The Pampered Wife
- 1998: My Rice Noodle Shop
- 1999: The Emperor and the Assassin
- 2000: Suzhou River
- 2001: Beijing Bicycle
- 2001: Hollywood Hong Kong
- 2002: A Pinwheel Without Wind
- 2002: Balzac und die kleine chinesische Schneiderin
- 2002: Where Have All the Flowers Gone
- 2004: A West Lake Moment
- 2004: Beauty Remains
- 2004: Baobei in Love
- 2005: Stolen Life
- 2005: Perhaps Love
- 2006: Der Ruf des Kaisers
- 2006: Ming Ming
- 2008: The Equation of Love and Death
- 2008: Painted Skin
- 2008: All About Women
- 2009: The Message
- 2010: Konfuzius
- 2010: True Legend
- 2011: The Founding of a Party
- 2011: The Flying Swords of Dragon Gate
- 2012: The Great Magician
- 2012: Painted Skin: The Resurrection
- 2012: The Silent War
- 2012: Cloud Atlas
- 2014: Overheard 3
- 2014: Women Who Flirt

### Fernsehserien
- 1997: Hongchufang
- 1998: Palace of Desire
- 1998: Taiping Tianguo
- 1998: Jingtan Fengyun
- 1999: Lüyi Hongniang
- 1999: April Rhapsody
- 1999: Kaixin Jiuhao
- 1999: Yuanlai Yijiaren
- 2000: Love Story in Shanghai
- 2000: Jinqian Bense
- 2000: Xin Wang
- 2001: Ripening Orange
- 2002: The Legend of the Condor Heroes
- 2003: Beach
- 2003: Business Family
- 2014: Red Sorghum
- 2018: Ruyis königliche Liebe im Palast

## Diskografie

### Studioalben
- 2003: Summer
- 2005: Come Across

## Auszeichnungen
- 2005: Hong Kong Film Critics Society Award als Beste Hauptdarstellerin für Perhaps Love
- 2006: Golden Bauhinia Award als Beste Hauptdarstellerin für Perhaps Love
- 2006: Golden Horse Film Festival als Beste Hauptdarstellerin für Perhaps Love
- 2006: Hong Kong Film Award als Beste Hauptdarstellerin für Perhaps Love
- 2007: Golden Bauhinia Award als Beste Nebendarstellerin für Der Ruf des Kaisers
- 2007: Hong Kong Film Award als Beste Nebendarstellerin für Der Ruf des Kaisers
- 2009: Asian Film Awards als Beste Schauspielerin für The Equation of Love and Death[1]